# François d'Agincourt
François d'Agincourt, né et mort à Rouen (1684 - 30 avril 1758), est un compositeur, claveciniste et organiste français. Son nom s'écrit aussi D'Agincour (orthographe utilisée dans ses Pièces de Clavecin), Dagincourt, ou Dagincour.

## Biographie
François d'Agincourt est l'élève de Jacques Boyvin à Rouen et de Nicolas Lebègue à Paris ; organiste de l'église de la Madeleine-en-la-Cité à Paris en 1701, il est, à compter de 1706, titulaire des orgues de la cathédrale Notre-Dame de Rouen en succession de Boyvin. Il tient aussi l'orgue de l'abbatiale Saint-Ouen, dans cette même ville et devient en 1714, l'un des quatre organistes de la Chapelle royale (préféré alors à Louis-Claude Daquin, plus jeune que lui et qui devait être nommé plus tard). Un de ses élèves est Jacques Duphly.

## Œuvre
Son œuvre écrite comprend :
- un livre de 46 pièces pour orgue (groupées par « ton » en 6 suites), resté à l'état de manuscrit, copié par le Père Alexandre Guy Pingré et conservé à la bibliothèque de Sainte-Geneviève.
- un recueil de Pièces de clavecin publié à Paris en 1733, qui témoigne de son admiration pour Couperin (mort la même année) : comme lui, il appelle « ordres » ses 4 suites et privilégie les portraits et pièces de caractère par rapport aux danses traditionnelles ; toutefois, son style est moins mélancolique, plus extérieur.
- deux livres d’Airs à voix seule et basse continue, parus dans des recueils de Ballard en 1713 et 1716.

### Pièces de Clavecin (1733)
D'Agincourt s'exprime ainsi dans sa préface : « Je n'ay rien changé aux agrémens ny a la manière de toucher de celle que Monsieur Couperin a si bien désignée et caractérisée et dont presque toutes les personnes de l'art font usage. » Allusion notamment aux titres raffinés des pièces servant de portrait ou double portraits contrastés (Les Deux cousines...). Certains de ces titres évoquent des oiseaux, non sans sous-entendus très féminins (La Fauvette, Les Tourterelles) La Chaconne de la suite en fa comprend dix couplets.
- Premier ordre en ré mineur
  - Allemande La Sincopée
  - Allemande La Couronne
  - Courante
  - Sarabande La Magnifique
  - Le Pattelin, rondeau
  - Gigue La Bléville
  - La Sensible, rondeau
  - Les Dances Provençales
  - La Caressante
  - La Sautillante
  - Menuet
  - Double du Menuet Précédant
  - Autre (menuet)

- Second ordre en fa majeur
  - La Pigou
  - Le Colin Maillard, rondeau
  - La Pressante Angélique
  - Le Précieux, rondeau
  - Les deux Cousines
  - Menuet
  - Chaconne La Sonning

- Troisième ordre en ré majeur
  - L'Ingénieuse
  - La Villerey ou les deux Sœurs
  - L'Agréable, rondeau
  - La Fauvette
  - La Misterieuse
  - Le Val Joyeux, vaudeville
  - Le Moulin à vent
  - La Minerve, rondeau
  - L'Etourdie, rondeau
  - Le Presque rien, rondeau
  - La Courtisane, gavotte

- Quatrième ordre en mi mineur
  - Allemande La Couperin
  - Les Violettes fleuries, rondeau
  - La Tendre Lisette, gavotte
  - L'Empressée
  - La Janneton, rondeau
  - La Princesse de Conty, rondeau
  - L'Harmonieuse, rondeau
  - Les Tourterelles, rondeau
  - La Badine, rondeau
  - La D'houdemare
  - La Moderne
  - Menuet

Dans sa préface, D’Agincour indique qu'il travaille à un second livre : « Si je puis me flatter qu’il soit bien reçu des personnes de goût, cela m’engagera d’en donner un second auquel je travaille. » Mais ce recueil ne sera jamais publié.

## Discographie
- Pièces d’orgue - Hervé Niquet, à l'orgue de Seurre (août 2000, Glossa 921701) (OCLC 842155224)
- Pièces de clavecin - Hervé Niquet (2001, Glossa 921702) (OCLC 903322089)
- Œuvres complète pour clavecin, volumes 1 et 2 - Rebecca Pechefsky, clavecin (2002/2004, 2CD Quill Classics QC1002 et QC1004) (OCLC 774012777)
- Pièces d'orgue, dans Messe de l'Assomption - Jean-Patrice Brosse, à l'orgue de St.-Bertrand-de-Comminges ; Chœur grégorien Antiphona ; Maîtrise du Conservatoire de Toulouse, dir. Rolandas Muleika (4-8 avril 1995, Pierre Verany) (OCLC 38494935)
- Pièces de clavecin, Ordres I et II - Stéphane Béchy, clavecin. CD By Classique 2018

## Articles contextuels
- École française de clavecin
- École française d'orgue
- Musique de clavecin